# Модель Альтмана
Модель Альтмана  (коэффициент Альтмана, индекс Альтмана, формула Альтмана, Z-модель Альтмана, индекс кредитоспособности; англ. Z score model) — модель прогнозирования банкротства, впервые представленная американским экономистом Эдвардом Альтманом в 1968 году.

## История
Впервые Z-модель Альтмана, для компаний, акции которых котируются на бирже, была опубликована в работе Э. Альтмана «Финансовые коэффициенты, дискриминантный анализ и прогноз корпоративного банкротства» в 1968 году. Модель Альтмана за 1968 год включала данные финансового положения 66 предприятий, половина из которых обанкротилась, а другая половина продолжала успешно работать. В 1983 году в статье Э. Альтмана «Трудности корпоративных финансов» была опубликована модель для предприятий, у которых акции не котируются на бирже. В 1993 году Э. Альтман в своей книге «Трудности корпоративных финансов и банкротство» предоставил свою модель для непроизводственных компаний. В 2003 году вышла статья Альтмана «Управление кредитным риском: задача на новое тысячелетие», описывающая модель Альтмана для развивающихся рынков. В 2007 году Э. Альтман и Д. Сабато в статье «Моделирование кредитного риска для МСП: данные рынка США» была представлена logit-модель, разработанная на основе выборки 120 банкротов и 2010 небанкротов в США.

## Определение
Модель Альтмана представляет собой функцию показателей, характеризующих экономический потенциал предприятия и результаты его работы за истекший период. В первоначальном исследовании при построении индекса были обследованы 66 предприятий промышленности, половина из которых обанкротилась в период 1946—1965 годов, а половина работала успешно, были исследованы 22 аналитических коэффициента, которые могли быть полезны для прогнозирования возможного банкротства. Из этих показателей были отобраны 5 наиболее значимых для прогноза и построена многофакторное регрессионное уравнение.
Индекс Альтмана позволяет оценить степень риска банкротства предприятия, уровень финансовой устойчивости предприятия, запас прочности у предприятия, деятельность менеджмента предприятия, провести сравнения с другими предприятиями вне зависимости от их размера и отраслевой принадлежности. Встроенные веса в индексе позволяют учитывать разнонаправленность показателей экономической эффективности предприятия.

## Двухфакторная модель Альтмана
Простая методика прогнозирования вероятности банкротства, в которой только два показателя: коэффициент текущей ликвидности и удельный вес заёмных средств в пассивах:
{\displaystyle Z=-0{,}3877-1{,}0736X_{1}+0{,}0579X_{2}},
где:
{\displaystyle Z} — Z-балл, рейтинг риска неуплаты для предприятия;
{\displaystyle X_{1}} — Коэффициент текущей ликвидности = Оборотные активы / Краткосрочные обязательства = стр.1200/ (стр.1510+стр.1520);
{\displaystyle X_{2}} — Коэффициент капитализации =(Долгосрочные обязательства + Краткосрочные обязательства) / Собственный капитал = (стр.1400+стр.1500)/ стр.1300.
Коэффициент капитализации (коэффициент самофинансирования или отношению заемных средств к активу).
Значения:
- {\displaystyle Z<0} — вероятность банкротства меньше 50 % и уменьшается по мере уменьшения значения Z,
- {\displaystyle Z>0} — вероятность банкротства больше 50 % и увеличивается по мере увеличения значения Z,
- {\displaystyle Z=0} — вероятность банкротства равна 50 %.

## Пятифакторная модель Альтмана для акционерных обществ, чьи акции котируются на рынке
Модель Альтмана (Z-Score Model), опубликованная в статье «Финансовые коэффициенты, дискриминантный анализ и прогноз корпоративного банкротства» в 1968 году, используется для публичных предприятий, чьи акции торгуются на бирже:
{\displaystyle Z=1{,}2X_{1}+1{,}4X_{2}+3{,}3X_{3}+0{,}6X_{4}+X_{5}},
где:
{\displaystyle X_{1}} = Оборотный капитал/Активы =(стр.1200-стр.1500)/ стр.1600 = Working Capital/ Total Assets,
{\displaystyle X_{2}}= Нераспределенная прибыль (Чистая прибыль)/Активы = стр.2400/ стр.1600 = Retained Earnings / Total Assets,
{\displaystyle X_{3}} = Операционная прибыль (Прибыль до налогообложения)/Активы = стр.2300/ стр.1600 = EBIT / Total Assets,
{\displaystyle X_{4}} = Рыночная стоимость акций (рыночная стоимость акционерного капитала компании (количество выпущенных акций х котировки акций))/ Обязательства = стр. 1300 /(стр.1400+стр.1500) = Market value of Equity (MVE)/ Book value of Total Liabilities,
{\displaystyle X_{5}} = Выручка/Активы = стр.2110 /стр.1600 = Sales/Total Assets,
Значения:
- {\displaystyle Z>2{,}9} — зона финансовой устойчивости («зеленая» зона).
- {\displaystyle 1{,}8<Z<2{,}9} — зона неопределенности («серая» зона).
- {\displaystyle Z<1{,}8} — зона финансового риска («красная» зона).

Вероятность прогноза этой модели на горизонте одного года — 95 %, двух лет — 83 %. Недостаток модели: модель можно рассматривать лишь в отношении крупных компаний, разместивших свои акции на фондовом рынке.

## Модель Альтмана для компаний, чьи акции не торгуются на биржевом рынке
Модифицированный вариант пятифакторной модели для непубличных компаний, чьи акции не торгуются на бирже (Z’-Score Model), был опубликован в 1983 году:
{\displaystyle Z=0{,}717X_{1}+0{,}847X_{2}+3{,}107X_{3}+0{,}420X_{4}+0{,}998X_{5}},
где:
{\displaystyle X_{1}} = Оборотный капитал/Активы = (стр.1200-стр.1500)/ стр.1600 = Working Capital/ Total Assets,
{\displaystyle X_{2}} = Нераспределенная прибыль (Чистая прибыль)/Активы = стр.2400/ стр.1600 = Retained Earnings / Total Assets,
{\displaystyle X_{3}} = Операционная прибыль (Прибыль до налогообложения)/Активы = стр.2300/ стр.1600= EBIT / Total Assets,
{\displaystyle X_{4}} = Балансовая стоимость собственного капитала/Заёмный капитал= стр. 1300/(стр.1400+стр.1500) = Book value of equity/Book value of total liabilities,
{\displaystyle X_{5}} = Выручка/ Активы = стр.2110 /стр.1600 = Sales/Total assets
Значения:
- {\displaystyle Z<1{,}23} — предприятие признаётся банкротом;
- {\displaystyle 1{,}23<Z<2{,}89} — ситуация неопределенна;
- {\displaystyle Z>2{,}9} — присуще стабильным и финансово устойчивым компаниям.

Точность пятифакторной модифицированной модели Альтмана — 90,9 % в прогнозировании банкротства предприятия за один год до его наступления.

## Семифакторная модель Альтмана
Модель (ZETA® Model) была разработана Альтманом Э., Халдеманом Р., Нараянаном П. в статье «Зета-анализ: новая модель выявления риска банкротства корпораций» в 1977 году. Модель ZETA позволяет прогнозировать банкротство на горизонте пяти лет с точностью до 70 %, используя 7 параметров:
{\displaystyle X_{1}} — коэффициент рентабельности активов (Прибыль (убыток) до налогообложения / Сумма активов);
{\displaystyle X_{2}} — коэффициент изменчивости прибыли (Прибыль отчетного года / Прибыль базисного года);
{\displaystyle X_{3}} — коэффициент покрытия процентов (Прибыль до налогообложения и проценты по кредитам / % по кредитам);
{\displaystyle X_{4}} — коэффициент кумулятивной прибыльности (Балансовая прибыль / Совокупные активы);
{\displaystyle X_{5}} — коэффициент текущей ликвидности (Оборотные средства в запасах и прочих активах / Наиболее срочные обязательства);
{\displaystyle X_{6}} — коэффициент автономии (Источники собственных средств / Сумма активов (пассивов));
{\displaystyle X_{7}} — коэффициент оборачиваемости совокупных активов (Годовая выручка за реализованную продукцию / Сумма активов).
Cемифакторная модель Альтмана в полном виде не публиковалась, она используется в расчётах консалтинговой фирмы Zeta Services, Inc и является её коммерческой тайной. Согласно расчётам модель может иметь следующий вид :
{\displaystyle ZETA=3,3X_{1}+0,1X_{2}+1,4X_{3}+0,2X_{4}+0,5X_{5}+2,1X_{6}+0,9X_{7}}.

## Четырёхфакторная модель Альтмана для непроизводственных предприятий
В 1993 году Э. Альтман опубликовал модель для непроизводственных предприятий (Z"-Score model):
{\displaystyle Z=6{,}56X_{1}+3{,}26X_{2}+6{,}72X_{3}+1{,}05X_{4}},
где:
{\displaystyle X_{1}} = Оборотный капитал/Активы (стр.1200-стр.1500)/ стр.1600 =(Working Capital)/ Total Assets,
{\displaystyle X_{2}} = Нераспределенная прибыль (Чистая прибыль)/Активы стр.2400/ стр.1600= Retained Earnings / Total Assets,
{\displaystyle X_{3}} = Операционная прибыль (Прибыль до налогообложения)/Активы стр.2300/ стр.1600= EBIT / Total Assets,
{\displaystyle X_{4}} = Собственный капитал/Заёмный капитал=стр.1300/ (стр.1400+стр.1500)=Value of Equity/ Book value of Total Liabilities.
Значения:
- {\displaystyle Z<1{,}1} — высокая вероятность наступления банкротства;
- {\displaystyle 2{,}6<Z} — вероятность наступления банкротства предприятия невелика, но и не исключена;
- {\displaystyle 1{,}1<Z<2{,}6} — низкая вероятность банкротства предприятия.

Точность модели Альтмана для непроизводственных предприятий — 90,9 % в прогнозировании банкротства предприятия за один год до его наступления.
Эта модель полезна в тех отраслях, где компании финансируют свои активы совершенно по-разному и где такие корректировки, как капитализация аренды, не производятся (сектор розничной торговли).

## Модель Альтмана-Сабато
Э. Альтман и Габриэль Сабато в 2007 году в своей работе «Моделирование кредитного риска для МСП: данные рынка США» представили модель:
{\displaystyle Z=4.28+0{,}18X_{1}-0{,}01X_{2}+0{,}08X_{3}+0{,}02X_{4}+0{,}19X_{5}},
где:
{\displaystyle X_{1}} — Прибыль до вычета налогов и процентов/Активы = EBITDA / Total Assets;
{\displaystyle X_{2}} — Краткосрочные обязательства/Капитал =Short Term Debt / Equity Book Value;
{\displaystyle X_{3}} — Чистая прибыль/Активы = Retained Earnings / Total Assets;
{\displaystyle X_{4}} — Денежные средства/Активы = Cash / Total Assets;
{\displaystyle X_{5}} — Прибыль до вычета налогов и процентов/Проценты к уплате = EBITDA / Interest Expenses.
А также была представлена модель на основе логистической регрессии (logit-модель):
{\displaystyle Z=53.48+4.09X_{1}-1.13X_{2}+4.32X_{3}+1.84X_{4}+1.97X_{5}},
где:
{\displaystyle X_{1}} — Прибыль до вычета налогов и процентов/Активы = -ln(1-EBITDA / Total Assets);
{\displaystyle X_{2}} — Краткосрочные обязательства/Капитал = ln(Short Term Debt / Equity Book Value);
{\displaystyle X_{3}} — Чистая прибыль/Активы = -ln(1-Retained Earnings / Total Assets);
{\displaystyle X_{4}} — Денежные средства/Активы = ln(Cash / Total Assets);
{\displaystyle X_{5}} — Прибыль до вычета налогов и процентов/Проценты к уплате = ln (EBITDA / Interest Expenses).

## Модель Альтмана для развивающихся рынков
Для развивающихся рынков, в том числе и для России, версия скорринговой модели получила название «Модель скоринга развивающихся рынков» (Emerging Market Scoring, EM Z-score):
{\displaystyle EMZ=6{,}56X_{1}+3{,}26X_{2}+6{,}72X_{3}+1{,}05X_{4}+3{,}25}
Значение:
{\displaystyle EMZ>2{,}6} — вероятность банкротства незначительна, компания финансово устойчиво;
{\displaystyle 1{,}1<EMZ<2{,}6} — ситуация не определенна;
{\displaystyle EMZ<1{,}1} — ситуация критична, с высокой долей вероятности предприятие обанкротится в ближайшей перспективе.

## Критика
В работе Дж.Б. Хитона за 2020 год, включающее 25 442 наблюдения за фирмами, было показано, что ложноположительная оценка Z-балла Альтмана составляет от 98% до 99%, а это означает, что большинство фирм с Z-баллами Альтмана ниже порога отсечения не подают заявление на банкротство в течение 2 лет. Модель Альтмана терпит неудачу в качестве прогнозной модели, поскольку она не включает в себя рыночные доказательства, имеющие отношение к вероятности банкротства, в частности, доходность, отношение долга к рыночной стоимости активов, цена акций. В пробит-модели модель Альтмана статистически незначима при наличии этих рыночных переменных. Современные академические модели прогнозирования дефолта и банкротства основываются на рыночных данных, а не на бухгалтерских коэффициентах, рассчитанные в модели Альтмана.